# Sovjetisk mesterskab i ishockey
Det sovjetiske mesterskab i ishockey (russisk: Чемпионат СССР по хоккею) var det nationale mesterskab i ishockey for klubhold i Sovjetunionen. Mesterskabet blev afviklet for første gang i sæsonen 1946-47. Indtil da havde ishockeysporten kun været sparsomt spillet i landet, hvor bandy var den mest populære form for hockey.
Mesterskabet blev kraftigt domineret af holdene fra hovedstaden Moskva, som vandt samtlige 46 titler, der blev spillet om, samt 127 af de 138 medaljesæt. Mest dominerende var hærens klub, CSKA Moskva, der vandt 32 af de 46 mesterskaber, og som styrkemæssigt var på højde med de bedste NHL-hold.
Under opløsningen af Sovjetunionen var det sidste mesterskab i sæsonen 1991-92 i praksis et SNG-mesterskab. Denne struktur var forløberen for den Internationale Hockey-Liga (russisk: Межнациональная хоккейная Лига), og dernæst Ruslands Superliga (RSL) og den nuværende Kontinentale Hockey-Liga (KHL).

## Mesterskaber og medaljevindere

### Statistik
| Klub                   | Guld | Sølv | Bronze | Total |
| ---------------------- | ---- | ---- | ------ | ----- |
| CSKA Moskva            | 32   | 11   | 1      | 44    |
| Dynamo Moskva          | 5    | 16   | 18     | 39    |
| Spartak Moskva         | 4    | 11   | 9      | 24    |
| VVS MVO Moskva         | 3    | 1    | -      | 4     |
| Krylja Sovjetov Moskva | 2    | 4    | 9      | 15    |
| Khimik Voskresensk     | -    | 1    | 4      | 5     |
| Torpedo Gorkij         | -    | 1    | -      | 1     |
| Dinamo Riga            | -    | 1    | -      | 1     |
| SKA Leningrad          | -    | -    | 2      | 2     |
| Lokomotiv Moskva       | -    | -    | 1      | 1     |
| Traktor Tjeljabinsk    | -    | -    | 1      | 1     |
| Sokol Kijev            | -    | -    | 1      | 1     |

### Sæsoner
| Sæson   | Guld(titel nr.)            | Sølv                   | Bronze                 |
| ------- | -------------------------- | ---------------------- | ---------------------- |
| 1946-47 | Dynamo Moskva (1)          | CDKA Moskva            | Spartak Moskva         |
| 1947-48 | CDKA Moskva (1)            | Spartak Moskva         | Dynamo Moskva          |
| 1948-49 | CDKA Moskva (2)            | VVS MVO Moskva         | Dynamo Moskva          |
| 1949-50 | CDKA Moskva (3)            | Dynamo Moskva          | Krylja Sovjetov Moskva |
| 1950-51 | VVS MVO Moskva (1)         | Dynamo Moskva          | Krylja Sovjetov Moskva |
| 1951-52 | VVS MVO Moskva (2)         | CDSA Moskva            | Dynamo Moskva          |
| 1952-53 | VVS MVO Moskva (3)         | CDSA Moskva            | Dynamo Moskva          |
| 1953-54 | Dynamo Moskva (2)          | CDSA Moskva            | Krylja Sovjetov Moskva |
| 1954-55 | CSK MO Moskva (4)          | Krylja Sovjetov Moskva | Dynamo Moskva          |
| 1955-56 | CSK MO Moskva (5)          | Krylja Sovjetov Moskva | Dynamo Moskva          |
| 1956-57 | Krylja Sovjetov Moskva (1) | CSK MO Moskva          | Dynamo Moskva          |
| 1957-58 | CSK MO Moskva (6)          | Krylja Sovjetov Moskva | Dynamo Moskva          |
| 1958-59 | CSK MO Moskva (7)          | Dynamo Moskva          | Krylja Sovjetov Moskva |
| 1959-60 | CSKA Moskva (8)            | Dynamo Moskva          | Krylja Sovjetov Moskva |
| 1960-61 | CSKA Moskva (9)            | Torpedo Gorkij         | Lokomotiv Moskva       |
| 1961-62 | Spartak Moskva (1)         | Dynamo Moskva          | CSKA Moskva            |
| 1962-63 | CSKA Moskva (10)           | Dynamo Moskva          | Spartak Moskva         |
| 1963-64 | CSKA Moskva (11)           | Dynamo Moskva          | Spartak Moskva         |
| 1964-65 | CSKA Moskva (12)           | Spartak Moskva         | Khimik Voskresensk     |
| 1965-66 | CSKA Moskva (13)           | Spartak Moskva         | Dynamo Moskva          |
| 1966-67 | Spartak Moskva (2)         | CSKA Moskva            | Dynamo Moskva          |
| 1967-68 | CSKA Moskva (14)           | Spartak Moskva         | Dynamo Moskva          |
| 1968-69 | Spartak Moskva (3)         | CSKA Moskva            | Dynamo Moskva          |
| 1969-70 | CSKA Moskva (15)           | Spartak Moskva         | Khimik Voskresensk     |
| 1970-71 | CSKA Moskva (16)           | Dynamo Moskva          | SKA Leningrad          |
| 1971-72 | CSKA Moskva (17)           | Dynamo Moskva          | Spartak Moskva         |
| 1972-73 | CSKA Moskva (18)           | Spartak Moskva         | Krylja Sovjetov Moskva |
| 1973-74 | Krylja Sovjetov Moskva (2) | CSKA Moskva            | Dynamo Moskva          |
| 1974-75 | CSKA Moskva (19)           | Krylja Sovjetov Moskva | Spartak Moskva         |
| 1975-76 | Spartak Moskva (4)         | CSKA Moskva            | Dynamo Moskva          |
| 1976-77 | CSKA Moskva (20)           | Dynamo Moskva          | Traktor Tjeljabinsk    |
| 1977-78 | CSKA Moskva (21)           | Dynamo Moskva          | Krylja Sovjetov Moskva |
| 1978-79 | CSKA Moskva (22)           | Dynamo Moskva          | Spartak Moskva         |
| 1979-80 | CSKA Moskva (23)           | Dynamo Moskva          | Spartak Moskva         |
| 1980-81 | CSKA Moskva (24)           | Spartak Moskva         | Dynamo Moskva          |
| 1981-82 | CSKA Moskva (25)           | Spartak Moskva         | Dynamo Moskva          |
| 1982-83 | CSKA Moskva (26)           | Spartak Moskva         | Dynamo Moskva          |
| 1983-84 | CSKA Moskva (27)           | Spartak Moskva         | Khimik Voskresensk     |
| 1984-85 | CSKA Moskva (28)           | Dynamo Moskva          | Sokol Kijev            |
| 1985-86 | CSKA Moskva (29)           | Dynamo Moskva          | Spartak Moskva         |
| 1986-87 | CSKA Moskva (30)           | Dynamo Moskva          | SKA Leningrad          |
| 1987-88 | CSKA Moskva (31)           | Dinamo Riga            | Dynamo Moskva          |
| 1988-89 | CSKA Moskva (32)           | Khimik Voskresensk     | Krylja Sovjetov Moskva |
| 1989-90 | Dynamo Moskva (3)          | CSKA Moskva            | Khimik Voskresensk     |
| 1990-91 | Dynamo Moskva (4)          | Spartak Moskva         | Krylja Sovjetov Moskva |
| 1991-92 | Dynamo Moskva (5)          | CSKA Moskva            | Spartak Moskva         |